# SZ–200
Az SZ–200 Angara, Vega és Dubna (NATO-kódja: SA–5 Gammon) az 1960-as években, a Szovjetunióban kifejlesztett honi légvédelmi rakétarendszer, melyet elsősorban nagy magasságban és sebességgel repülő (stratégiai nehézbombázó és felderítő) repülőgépek ellen fejlesztettek ki, de korlátozottan ballisztikus rakéták ellen (ez esetben atomtöltettel) is bevethető volt. Az első félaktív lokátoros önirányítású szovjet légvédelmi rakéta. A rendszer 5N62 lokátora követi a célt és tűnyalábbal besugározza, a kilőtt rakéta pedig a visszavert radarjelet követi a vezetési ponton lévő számítógép által kalkulált repülési pályán.
A Szovjetunióban az SZ–300 váltotta le. A Magyar Néphadsereg 104. Honi Légvédelmi Rakétaezred egy légvédelmi rakéta osztálycsoportja állt hadrendben Mezőfalván 1985–1997 között 2 harci és 1 technikai osztállyal, 2x6 indítóállvánnyal és 72 db légvédelmi rakétával, melyeket végül 1997-ben kivontak a hadrendből. A P–14 Oborona (GRAU-kód: 5N84A, NATO-kód: Tall King) távolfelderítő lokátora azonban napjainkban is üzemel a Tolna vármegyei Medinán. 2001. október 4-én egy ukrán SZ–200 üteg éleslövészet közben a Tu–143 robotrepülőgép-légicél helyett véletlenül lelőtte a Siberia Airlines Tu–154-es repülőgépét, mely a Fekete-tenger felett repült.
2018. 09. 17. napján egy szíriai légvédelmirakéta-üteg lelőtt egy orosz Il–20M rádióelektronikai felderítő repülőgépet. A hivatalos jelentés szerint a célba vett izraeli F–16C vadászbombázó közel repült az orosz repülőgéphez és a rakéta átállt a nagyobb radarjelű, nagyméretű Il–20-ra. Az állítás azonban hiteltelen, mivel az SA-5 félaktív lokátoros önirányítású rakétája nem magától keresi a célt, hanem az 5N62 tűzvezető radar által besugárzott céljelet követi. E szempontból a céltárgy mérete, radar visszhangjának erőssége nem befolyásolja a rakéta célkövetését, a földi vezetési pont dönt erről.